# 政党内閣
政党内閣（せいとうないかく）は、議会に議席を保持する政党を基礎に組織された内閣のこと。議院内閣制ともいい、議会の信任に基づいて政権を運営する。

## 各国の政党内閣
現在では議会制民主主義（間接民主制）の制度を取り入れている諸国の内閣が政党内閣の形態である。ただし、アメリカ合衆国のように議院内閣制を採用していない国では、政党政治が実施されていても、その政権をさして政党内閣とは呼ばない場合が多い。また、社会主義・共産主義国家やファシズム国家などに見られる一党独裁体制も政党が政権を掌握していたとしても政党内閣とはいえない。

### イギリス
政党内閣が典型的な発展を見せたのは17世紀後半のイギリスである。ホイッグ党とトーリー党の両党派が相互に勢力を競い、後に自由党と保守党の二大政党が誕生した。1900年前後に議院内閣制の慣行が確立されると、政党内閣による政権運営が定着した。

### 日本

#### 憲法制定前および明治憲法下
日本では明治維新の後、立憲政治・議会制度の創設が朝野で論議されるなかで、1870年代には福澤諭吉をはじめとする三田派の言論人たちを中心に政党内閣制を採用するように主張され始めた。政府内部でも明治14年（1881年）3月に、参議大隈重信が意見書を提出。その中で大隈はイギリスをモデルとする議会政治の早期実現を主張し、政党内閣による政権運営を求めていた。一方で明治14年7月、右大臣岩倉具視が意見書を提出。その中で岩倉は、プロイセンをモデルとする立憲君主制の採用を求めていた。政府の主要閣僚の多くは岩倉を支持。明治憲法にはプロイセン型の立憲君主制が採用され、議院内閣制は採用されなかった。
明治憲法施行に際し、当時の黒田清隆首相らは、政府は政党の外に立った政策遂行を主張した（超然主義）。それは政党内閣を否認するということだった。しかし、憲法において議会に予算議定権および立法権が認められている以上、現実には議会の多数党を無視した政権運営は困難だった。そのため政権を安定させるには、議会第一党および多数の議席を保有する政党との連携が必要だった。 
そこで、第2次伊藤内閣の伊藤博文は衆議院の第一党である自由党と提携して連立内閣を成立させた。そして、1898年には伊藤の強い支持の下に憲政党を主体とする第1次大隈内閣（いわゆる「隈板内閣」）が成立。これは陸軍・海軍両大臣を除く全閣僚が憲政党員からなる日本初の政党内閣だった。1900年には憲政党の旧自由党派を中心に伊藤を総裁として立憲政友会が結成され、第4次伊藤内閣が発足した。
大正時代に入ると、政党は大正デモクラシーを背景に勢力を伸張。1912年の第1次護憲運動の後、大正7年（1918年）9月に立憲政友会の原敬が内閣を組閣した。この内閣は陸軍、海軍、外務大臣以外の閣僚が立憲政友会所属だった。また、原が衆議院に議席を有する現役衆議院議員の初の首相であったことから政党内閣として画期的な存在とされた。
特に1925年の男性普通選挙により成立した護憲三派の加藤高明内閣から始まる政党内閣6代の頃には政党内閣は「憲政の常道」として定着した。その背景には元老のなかでただ一人存命していた西園寺公望の意向があった。西園寺はイギリスの立憲政治を理想としており、政党内閣に比較的好意を持っていたからだった。
しかし「憲政の常道」による議院内閣制は、憲法の規定に根拠を持たないため不安定だった。陸軍・海軍や枢密院、官僚などの勢力は、政党内閣の政権下でも依然として大きな政治的発言力を有しており、政党内閣による政権運営に介入していた。政党の対立の激化と共に、野党はしばしば陸海軍、枢密院、官僚などの非政党勢力と手を結んで、与党を攻撃することがあった。政党間の政権交代は総選挙という国民の審判を通じて行われるのが本来の形である。しかし、この頃の政党は官僚や軍、枢密院などの勢力と結んで倒閣を目指しており、それを果たした野党が議会の少数派のままで組閣し、与党という有利な条件下で総選挙に勝って第一党へ躍進するという図式が踏襲された。政党内閣は政党間の対立という困難な問題を処理できないままに1930年代を迎えた。
普通選挙によって有権者は大幅に増加したが、それは選挙資金の巨額化をもたらした。その結果、政党は財界との結びつきを強め様々な汚職事件を起こすようになり、「政党政治の腐敗」への批判が高まっていった。加えて中国問題の深刻化、昭和金融恐慌、世界恐慌による経済危機、世界的な軍縮の流れに対する軍部の反発など、内外の危機に対して政党政治は十分に対処し得なかった。その結果、海軍・陸軍、官僚、国家主義団体などを背景に世論の政党政治への不満が高まった。それが事件となって表れたのが1931年（昭和6年）の陸軍独断による満州事変、1932年（昭和7年）に急進的な海軍青年将校が中心となって起こした五・一五事件であった。
五・一五事件により首相の犬養毅が暗殺されて政党内閣の犬養内閣が崩壊。軍部の意向と犯行におよんだ軍人に同情的な世論を考慮した結果として、政友会の後継総裁となった鈴木喜三郎に大命降下はされず、退役海軍大将の斎藤実が首相になり、政友会と民政党から閣僚を採用して挙国一致内閣を組織した。退役海軍軍人を首班とする内閣の発足により、「憲政の常道」による政党内閣時代は終焉を迎えたと評価されている。
1936年（昭和11年）2月に二・二六事件が発生すると陸軍は一部の青年将校や国家改造を掲げた民間人（北一輝・西田税）に責任を押し付ける一方、軍人に逆らうと危ないという恐怖感を利用し政治介入を深める。軍部大臣現役武官制が復活し軍部の同意無しでは組閣不可能となっていった。坂野潤治は、天皇より大命降下がされていたのにも関わらず、軍内部の反対により宇垣一成内閣が流産したことが、戦前日本の立憲主義の終焉としている。

#### 日本国憲法下
第二次世界大戦終結・敗戦後、第1次吉田内閣が14年ぶりの政党内閣として誕生した。このときは明治憲法下での政党内閣復活で、第1次吉田内閣時代に日本国憲法下の政権となった。
現行憲法では、
- 「内閣総理大臣は、国会議員の中から国会の議決で、これを指名する。この指名は、他のすべての案件に先だつて、これを行ふ」（日本国憲法第67条第1項）
- 「内閣総理大臣は、国務大臣を任命する。但し、その過半数は、国会議員の中から選ばれなければならない」（日本国憲法第68条第1項）

と規定されており、明治憲法時代のような政党に基礎を持たない超然内閣や首相と主要閣僚を非議員から出し国会議員数名を入閣させる中間内閣は憲法上存在し得ない。
1955年（昭和30年）に成立した、与党第一党として自由民主党が独占する政権を維持し、野党第一党として日本社会党が占める「55年体制」が日本政治を象徴した。1999年（平成11年）10月以降は、自由民主党と公明党による自公連立政権が、民主党政権時代の一時期を挟んで政党内閣を形成している。